# Општина Аподака (Нови Леон)
Аподака (шп. Apodaca) општина је у Мексику у савезној држави Нови Леон. Општина се налази на надморској висини од 430 м.

## Становништво
Према подацима из 2010. у општини је живело 523370 становника.

### Хронологија
| Година       | 2000                     | 2005                     | 2010                     |
| ------------ | ------------------------ | ------------------------ | ------------------------ |
| Становништво | 283497 (143349 / 140148) | 418784 (211119 / 207665) | 523370 (263374 / 259996) |

### Попис
| \| \| м \| \| \| ж \| \| 0—2 \| 16.641 \| \| \| 15.750 \| \| 3—5 \| 17.527 \| \| \| 16.979 \| \| 6—11 \| 35.516 \| \| \| 34.044 \| \| 12—14 \| 15.681 \| \| \| 15.003 \| \| 15—17 \| 14.671 \| \| \| 14.395 \| \| 18—24 \| 29.639 \| \| \| 28.664 \| \| 60+ \| 8.690 \| \| \| 10.007 \| \| Просек : \| 27,4 \| \| \| 27,9 \| |        |  |  |        |
| |        |  |  |        |
| | м      |  |  | ж      |
| 0—2 | 16.641 |  |  | 15.750 |
| 3—5 | 17.527 |  |  | 16.979 |
| 6—11 | 35.516 |  |  | 34.044 |
| 12—14 | 15.681 |  |  | 15.003 |
| 15—17 | 14.671 |  |  | 14.395 |
| 18—24 | 29.639 |  |  | 28.664 |
| 60+ | 8.690  |  |  | 10.007 |
| Просек : | 27,4   |  |  | 27,9   |

| #   | Индикатор                                                                                        | Вредност |
| --- | ------------------------------------------------------------------------------------------------ | -------- |
| 1   | Становништво од 0 до 2 године                                                                    | 32391    |
| 2   | Мушко становништво од 0 до 2 године                                                              | 16641    |
| 3   | Женско становништво од 0 до 2 године                                                             | 15750    |
| 4   | Становништво са 3 и више година                                                                  | 485478   |
| 5   | Мушко становништво са 3 и више година                                                            | 243958   |
| 6   | Женско становништво са 3 и више година                                                           | 241520   |
| 7   | Становништво са 5 и више година                                                                  | 462279   |
| 8   | Мушко становништво са 5 и више година                                                            | 232204   |
| 9   | Женско становништво са 5 и више година                                                           | 230075   |
| 10  | Становништво са 12 и више година                                                                 | 381412   |
| 11  | Мушко становништво са 12 и више година                                                           | 190915   |
| 12  | Женско становништво са 12 и више година                                                          | 190497   |
| 13  | Становништво са 15 и више година                                                                 | 350728   |
| 14  | Мушко становништво са 15 и више година                                                           | 175234   |
| 15  | Женско становништво са 15 и више година                                                          | 175494   |
| 16  | Становништво са 18 и више година                                                                 | 321662   |
| 17  | Мушко становништво са 18 и више година                                                           | 160563   |
| 18  | Женско становништво са 18 и више година                                                          | 161099   |
| 19  | Становништво од 3 до 5 година                                                                    | 34506    |
| 20  | Мушко становништво од 3 до 5 година                                                              | 17527    |
| 21  | Женско становништво од 3 до 5 година                                                             | 16979    |
| 22  | Становништво од 6 до 11 година                                                                   | 69560    |
| 23  | Мушко становништво од 6 до 11 година                                                             | 35516    |
| 24  | Женско становништво од 6 до 11 година                                                            | 34044    |
| 25  | Становништво од 8 до 14 година                                                                   | 77489    |
| 26  | Мушко становништво од 8 до 14 година                                                             | 39557    |
| 27  | Женско становништво од 8 до 14 година                                                            | 37932    |
| 28  | Становништво од 12 до 14 година                                                                  | 30684    |
| 29  | Мушко становништво од 12 до 14 година                                                            | 15681    |
| 30  | Женско становништво од 12 до 14 година                                                           | 15003    |
| 31  | Становништво од 15 до 17 година                                                                  | 29066    |
| 32  | Мушко становништво од 15 до 17 година                                                            | 14671    |
| 33  | Женско становништво од 15 до 17 година                                                           | 14395    |
| 34  | Становништво од 18 до 24 године                                                                  | 58303    |
| 35  | Мушко становништво од 18 до 24 године                                                            | 29639    |
| 36  | Женско становништво од 18 до 24 године                                                           | 28664    |
| 37  | Женско становништво од 15 до 49 година                                                           | 151974   |
| 38  | Становништво са 60 и више година                                                                 | 18697    |
| 39  | Мушко становништво са 60 и више година                                                           | 8690     |
| 40  | Женско становништво са 60 и више година                                                          | 10007    |
| 41  | Однос између мушкараца и жена                                                                    | 101.3    |
| 42  | Становништво од нуле до 14 година                                                                | 167141   |
| 43  | Становништво од 15 до 64 године                                                                  | 339067   |
| 44  | Становништво од 65 година и више                                                                 | 11661    |
| 45  | Просечан број деце                                                                               | 1.88     |
| 46  | Становништво рођено у ентитету                                                                   | 403322   |
| 47  | Мушко становништво рођено у ентитету                                                             | 202805   |
| 48  | Женско становништво рођено у ентитету                                                            | 200517   |
| 49  | Становништво рођено у другом ентитету                                                            | 105418   |
| 50  | Мушко становништво рођено у другом ентитету                                                      | 53070    |
| 51  | Женско становништво рођено у другом ентитету                                                     | 52348    |
| 52  | Становништво од 5 година и више резидентно у ентитету у јуну 2005. године                        | 435031   |
| 53  | Мушко становништво старосног доба од 5 година и више, резидентно у ентитету у јуну 2005. године  | 217865   |
| 54  | Женско становништво старосног доба од 5 и више година, резидентно у ентитету у јуну 2005. године | 217166   |
| 55  | Становништво од 5 година и више које је живело у другом ентитету у јуну 2005. године             | 16974    |
| 56  | Мушко становништво старије од 5 година које је живело у другом ентитету у јуну 2005. године      | 8928     |
| 57  | Женско становништво старије од 5 година које је живело у другом ентитету у јуну 2005. године     | 8046     |
| 58  | Становништво од 3 године и више које говори аутохтони језик                                      | 3262     |
| 59  | Мушко становништво старо 3 године и више које говори аутохтони језик                             | 1823     |
| 60  | Женско становништво старо 3 године и више које говори аутохтони језик                            | 1439     |
| 61  | Становништво од 3 године и више које говори аутохтони језик и не говори шпански језик            | 6        |
| 62  | Мушко становништво старо 3 године и више које говори аутохтони језик и не говори шпански         | 1        |
| 63  | Женско становништво старо 3 године и више које говори аутохтони језик и не говори шпански језик  | 5        |
| 64  | Становништво старо 3 године и више које говори аутохтони језик и шпански                         | 2253     |
| 65  | Мушко становништво старо 3 године и више које говори аутохтони језик и шпански                   | 1256     |
| 66  | Женско становништво старо 3 године и више које говори аутохтони језик и шпански                  | 997      |
| 67  | Становништво од 5 година и више које говори аутохтони језик                                      | 3211     |
| 68  | Становништво од 5 година и више које говори аутохтони језик и не говори шпански језик            | 6        |
| 69  | Становништво од 5 година и више које говори аутохтони језик и говори шпански језик               | 2247     |
| 70  | Становништво у домородачким домаћинствима                                                        | 6753     |
| 71  | Становништво са ограничењима у активностима                                                      | 12222    |
| 72  | Становништво са ограниченим ходањем или кретањем, горе или доле                                  | 5392     |
| 73  | Становници са ограничењима вида, чак и уз кориштење сочива                                       | 4347     |
| 74  | Становништво са ограничењима говора, комуникације или конверзације                               | 1198     |
| 75  | Становништво са ограниченим слухом                                                               | 1122     |
| 76  | Становништво са ограничењима при одевању, купању или јелу                                        | 1052     |
| 77  | Становништво са ограничењима у опажању или учењу једноставних ствари                             | 637      |
| 78  | Становништво са менталним ограничењима                                                           | 1230     |
| 79  | Становништво без ограничења активности                                                           | 496885   |
| 80  | Становништво од 3 до 5 година које не похађа школу                                               | 13534    |
| 81  | Мушко становништво од 3 до 5 година које не похађа школу                                         | 6826     |
| 82  | Женско становништво од 3 до 5 година које не похађа школу                                        | 6708     |
| 83  | Становништво од 6 до 11 година које не похађа школу                                              | 988      |
| 84  | Мушко становништво од 6 до 11 година које не похађа школу                                        | 506      |
| 85  | Женско становништво од 6 до 11 година које не похађа школу                                       | 482      |
| 86  | Становништво од 12 до 14 година које не похађа школу                                             | 1098     |
| 87  | Мушко становништво од 12 до 14 година које не похађа школу                                       | 584      |
| 88  | Женско становништво од 12 до 14 година које не похађа школу                                      | 514      |
| 89  | Становништво од 15 до 17 година похађа школу                                                     | 19877    |
| 90  | Мушко становништво од 15 до 17 година похађа школу                                               | 10112    |
| 91  | Женско становништво између 15 и 17 година живота у школи                                         | 9765     |
| 92  | Становништво од 18 до 24 године похађа школу                                                     | 12848    |
| 93  | Мушко становништво од 18 до 24 године похађа школу                                               | 6822     |
| 94  | Женско становништво од 18 до 24 године похађа школу                                              | 6026     |
| 95  | Становништво од 8 до 14 година које не може да чита и пише                                       | 807      |
| 96  | Мушко становништво старосног доба од 8 до 14 година које не може да чита и пише                  | 495      |
| 97  | Женско становништво старосног доби од 8 до 14 година које не може да чита и пише                 | 312      |
| 98  | Становништво од 15 година и више које је неписмено                                               | 3826     |
| 99  | Мушко становништво од 15 година и више које је неписмено                                         | 1584     |
| 100 | Женско становништво од 15 година и више које је неписмено                                        | 2242     |
| 101 | Становништво старо 15 и више година без школовања                                                | 5912     |
| 102 | Мушко становништво старо 15 и више година без школовања                                          | 2658     |
| 103 | Женско становништво старо 15 и више година без школовања                                         | 3254     |
| 104 | Становништво старосног доба 15 и више година са непотпуним основним образовањем                  | 15582    |
| 105 | Мушко становништво старосног доба од 15 година и више са непотпуном основним образовањем         | 6995     |
| 106 | Женско становништво старосног доба 15 и више година са непотпуном основним образовањем           | 8587     |
| 107 | Становништво старо 15 и више година са комплетним основним образовањем                           | 34931    |
| 108 | Мушко становништво старо 15 година и више са комплетним основним образовањем                     | 15149    |
| 109 | Женско становништво старо 15 и више година са комплетним основним образовањем                    | 19782    |
| 110 | Становништво старосног доба 15 и више година са непотпуним средњим образовањем                   | 15545    |
| 111 | Мушко становништво старосног доба од 15 година и више са непотпуним средњим образовањем          | 8320     |
| 112 | Женско становништво старосног доба од 15 година и више са непотпуним средњим образовањем         | 7225     |
| 113 | Становништво старо 15 и више година са пуним секундарном образовањем                             | 109865   |
| 114 | Мушко становништво старосног доба од 15 година и више са пуним секундарном образовањем           | 54797    |
| 115 | Женско становништво старосног доба од 15 година и више са пуним секундарном образовањем          | 55068    |
| 116 | Становништво старије од 18 година са постосновним образовањем                                    | 149408   |
| 117 | Мушко становништво старије од 18 година са постосновним образовањем                              | 78207    |
| 118 | Женско становништво старије од 18 година са постосновним образовањем                             | 71201    |
| 119 | Просечна оцена школовања                                                                         | 10.12    |
| 120 | Просечан ниво образовања мушке популације                                                        | 10.31    |
| 121 | Просечан ниво образовања женског становништва                                                    | 9.94     |
| 122 | Економски активно становништво                                                                   | 221770   |
| 123 | Економски активна мушка популација                                                               | 147413   |
| 124 | Економски активна женска популација                                                              | 74357    |
| 125 | Становништво које није економски активно                                                         | 154027   |
| 126 | Мушко становништво које није економски активно                                                   | 40626    |
| 127 | Женско становништво које није економски активно                                                  | 113401   |
| 128 | Запослено становништво                                                                           | 212905   |
| 129 | Запослено мушко становништво                                                                     | 140633   |
| 130 | Запослено женско становништво                                                                    | 72272    |
| 131 | Незапослена популација                                                                           | 8865     |
| 132 | Незапослена мушка популација                                                                     | 6780     |
| 133 | Незапослена женска популација                                                                    | 2085     |
| 134 | Становништво без права на здравствене услуге                                                     | 90349    |
| 135 | Становништво које има право на здравствене услуге                                                | 420271   |
| 136 | Становништво које има право на ИМСС                                                              | 355145   |
| 137 | Становништво које има право на социјално осигурање                                               | 14077    |
| 138 | Становништво које има право на државно социјално осигурање                                       | 2443     |
| 139 | Становништво које има право на опште осигурање или здравствено осигурање за нову генерацију      | 27476    |
| 140 | Становништво које је било једном или није било у браку током 12 година и више                    | 115569   |
| 141 | Венчано или уједињено становништво од 12 година и више                                           | 234914   |
| 142 | Становништво које је било у браку или уједињено 12 година и више                                 | 25264    |
| 143 | Становништво са католичком религијом                                                             | 428386   |
| 144 | Протестанти, еванђелисти и библијски следбеници различити од еванђелиста                         | 55655    |
| 145 | Становништво са другим религијама различитим од претходних                                       | 181      |
| 146 | Становништво без религије                                                                        | 23581    |
| 147 | Укупно пописаних домаћинства                                                                     | 131510   |
| 148 | Пописна домаћинства на челу са мушкарцима                                                        | 111456   |
| 149 | Пописна домаћинства на челу са женама                                                            | 20054    |
| 150 | Становништво у пописним домаћинствима                                                            | 517252   |
| 151 | Становништво у пописним домаћинствима на челу са мушкарцима                                      | 448225   |
| 152 | Становништво у пописним домаћинствима на челу са женама                                          | 69027    |
| 153 | Укупно домаћинстава                                                                              | 166988   |
| 154 | Укупно насељених домаћинстава                                                                    | 133180   |
| 155 | Укупно приватних кућа                                                                            | 165318   |
| 156 | Насељени приватни домови                                                                         | 131510   |
| 157 | Укупно насељених приватних кућа                                                                  | 133171   |
| 158 | Ненасељене приватне куће                                                                         | 28790    |
| 159 | Појединачна домаћинства за привремену употребу                                                   | 5018     |
| 160 | Становници у насељеним приватним кућама                                                          | 517252   |
| 161 | Насељеност станара у приватним становима                                                         | 3.93     |
| 162 | Просечно становника по соби у приватним насељеним домаћинствима                                  | 0.98     |
| 163 | Појединачна домаћинства са подовима од различитих материјала од земље                            | 127409   |
| 164 | Појединачна домаћинства у приземљу                                                               | 1428     |
| 165 | Појединачна домаћинства са једном спаваћом собом                                                 | 24260    |
| 166 | Појединачна домаћинства са две спаваће собе и више                                               | 104651   |
| 167 | Појединачна домаћинства са једним собом                                                          | 1273     |
| 168 | Појединачна домаћинства са две собе                                                              | 6568     |
| 169 | Појединачна домаћинства са 3 собе и више                                                         | 120930   |
| 170 | Појединачна домаћинства која имају електрично светло                                             | 129058   |
| 171 | Појединачна домаћинства која немају електрично светло                                            | 95       |
| 172 | Појединачна домаћинства која имају водоводну воду у стамбеном простору                           | 128249   |
| 173 | Појединачна домаћинства која немају водоводну воду у стамбеном простору                          | 548      |
| 174 | Појединачна домаћинства која имају тоалет                                                        | 128823   |
| 175 | Појединачна домаћинства која имају канализацију                                                  | 128563   |
| 176 | Појединачна домаћинства која немају канализацију                                                 | 155      |
| 177 | Појединачна домаћинства која имају електрично светло, довод воде из јавне мреже и канализацију   | 127805   |
| 178 | Појединачна домаћинства без икаквих услова                                                       | 105      |
| 179 | Појединачна домаћинства која имају радио                                                         | 112265   |
| 180 | Појединачна домаћинства која имају телевизор                                                     | 127899   |
| 181 | Појединачна домаћинства која имају фрижидер                                                      | 126210   |
| 182 | Појединачна домаћинства која имају машину за веш                                                 | 115994   |
| 183 | Појединачна домаћинства која имају аутомобил или комби                                           | 78100    |
| 184 | Појединачна домаћинства која имају рачунар                                                       | 54562    |
| 185 | Појединачна домаћинства која имају фиксну телефонску линију                                      | 76835    |
| 186 | Појединачна домаћинства која имају мобилни телефон                                               | 108399   |
| 187 | Појединачна домаћинства која имају приступ интернету                                             | 40107    |